# Parornix atripalpella
Parornix atripalpella is een vlinder uit de familie mineermotten (Gracillariidae). De wetenschappelijke naam is voor het eerst geldig gepubliceerd in 1979 door Wahlstrom.
De soort komt voor in Europa.